# プロジェクト・クオリディア
プロジェクト・クオリディア（Project QUALIDEA）は、3人の人気ライトノベル作家がユニット・Speakeasyとして1つの世界観を共有するシェアワールド作品。日本のメディアミックスプロジェクト。ライトノベルが刊行されているほか、メディアミックスとしてテレビアニメ化、コミカライズが行われた。

## 概要
同年代のライトノベル作家であるさがら総・橘公司・渡航の3人からなるユニット・Speakeasyによる、複数のレーベルにまたがったシェアード・ワールドの作品群。巻によって著者が異なるが、出版の際は著者名の後にユニット名を付記している。
2015年1月にさがら総と渡航の共著による『クズと金貨のクオリディア』が刊行。基本的に久佐丘晴磨のパートは渡航。千種夜羽のパートはさがら総が担当している。
2015年7月には、橘公司による『いつか世界を救うために -クオリディア・コード-』が、同年10月には、さがら総による『そんな世界は壊してしまえ -クオリディア・コード-』が、2016年7月には、渡航による『どうでもいい 世界なんて -クオリディア・コード-』が刊行されている。これら3作品は2巻で一段落の上下巻構成になっている。ただし表記はナンバリング。
2015年12月に『クオリディア・コード』のタイトルでアニメ化が発表、アニメは2016年7月より放送を開始。さらにジャンプSQでのコミカライズも発表され、2016年9月号から同年12月号まで連載され、2016年12月2日から同誌のホームページにて連載予定。2016年8月には渡航によるアニメ版のノベライズが刊行された。
小説『クズと金貨のクオリディア』は、アンノウン襲来直前の日本を舞台にした前日譚であり、小説『いつか世界を救うために -クオリディア・コード-』、『そんな世界は壊してしまえ -クオリディア・コード-』、『どうでもいい 世界なんて -クオリディア・コード-』の約29年前の物語である。アニメ『クオリディア・コード』は、これらの小説の1年後の内容で、アンノウン襲撃からすれば約30年後の物語となる。

## あらすじ
クズと金貨のクオリディア
底辺を行く高校二年生、久佐丘晴磨。高校一年生にして、校内で学生相手に金貸しを営む美少女、千種夜羽。認識の差で半ば強制的に協力関係に置かれた久佐丘晴磨は、千種夜羽の顧客である行方不明の女生徒を探すことになる。世間で異常気象や異常現象が頻発する中、千種夜羽という人物の異常行動に振り回される久佐丘晴磨と、世界を自分にとって都合よく解釈し続ける千種夜羽は、それぞれの視点で、奇妙な都市伝説、真夜中に丁字路の突き当りに出現するという『ランダム十字路』と、学内に存在する別の闇金融の噂を調査する。その過程で二人の仲は次第に接近し、一つのメールから、何人かの女生徒の行方不明の元凶、ランダム十字路の噂を広め、闇金融を開いていた犯人に辿り着く。しかし、調査過程で姿を消した一人の女生徒の姿がそこにはなかった。そして梅雨明けの日曜、空が燃え落ちた。誰もいない夕映えの中、朱い月の下を歩く彼らの前には一つの十字路があった。彼らは真ん中の道を行き、始まりの場所を訪れる。

クオリディア・コード
約30年前2020年6月、突如として地球に襲来した第一種災害指定異来生物、通称・アンノウンによって、崩壊まで追いやられた世界。人類は圧倒的な力を誇るアンノウンを前に、幼い子供達をシェルター内にコールドスリープさせ、総力戦で対抗。八年にも及ぶ戦争の後に、アンノウンを内陸部から追い払うことに成功していた。しかし戦争が終わったとされる現在も、人類は散発的な侵攻に苦しんでいる。
脅威に対抗するため人類は南関東防衛機構を構築。東京、神奈川、千葉の各防衛都市には、長きにわたるコールドスリープから目覚めたことで、特別な固有能力＜世界＞を身につけた少年少女が所属している。彼らはそれぞれ自分がコールドスリープ中に見た夢に関係した＜世界＞を駆使し、アンノウンと戦う。だが彼らは同時にランキング制度により、貢献度を競わされてもいた。
いつか世界を救うために
アンノウンの襲撃から二十九年後、戦争終結からは二十一年後の、西暦二〇四九年。防衛都市の一つである神奈川の学園に転校してきた少年。紫乃宮晶、とその同僚の少女。凛堂ほたる。二人に与えられた任務は『神奈川序列第一位・天河舞姫を暗殺すること』だった。だが『最強』の称号を有し、人類の希望である少女の強さはあまりにも規格外であり、そのままでは任務の達成は困難と考えられた。物事の全ては観察から始まるを信条にする晶によって、舞姫の全てを知るための観察が始まった。

そんな世界は壊してしまえ
西暦二〇四九年。湾岸防衛都市東京。そこでは飛行の〈世界〉を同時に持つ『デュアル』のみが戦闘科に所属することが出来る。その工科に所属する朱雀壱弥はパートナーである鵜飼つぐみと共に、都市の次席である鷹匠詩によって不適合生徒への転科を促す進路指導情報局への出向を命じられる。相手を信じるが故に全力を出し、自らの〈世界〉によって相手の心を折り次々に転科を決めさせてしまう。その中の一人から、この都市には『亡霊』がいると聞かされた壱弥はその言葉を調べようとするが、そんな彼が次に当たるべき相手は、幼い頃に彼を救ってくれた少女に良く似た謎の転校生。宇多良カナリアであった。

どうでもいい 世界なんて
今もアンノウンとの戦争を続ける防衛都市・千葉で、妹の千種明日葉と共に戦闘科に所属していた千種霞は、今日も今日とて「終わらない残業と不毛な営業」と戦っていた。成績不振により天然系うっかり女子の相棒榴ヶ岡蓮華と共に戦闘科から生産科へと出向させられた霞を待ち受けていたのは、しっかり者の上司釣瓶朝顔が仕切るブラックな職場環境だった。

アニメ『クオリディア・コード』
アンノウンの襲撃が始まってから30年が経過した。神奈川は天河舞姫と凛堂ほたる。東京は朱雀壱弥と宇多良カナリア。千葉は千種明日葉と千種霞がそれぞれ首席と次席になっていた。
東京、神奈川、千葉の各防衛都市は、南関東防衛機構として三都市協力作戦の任務を開始しようとしていた。アンノウンの発生予測が追いつかなくなりつつある中、始まったアンノウン迎撃任務。楽勝かと思われた中、ランキング争いによる悪影響が争奪戦や同士討ちとして現れ始める。最終的にはヒメによる攻撃でアンノウンは殲滅されたものの、ヒメの放った一撃は、アクアラインを巻き添えに破壊してしまうのであった。

## 登場人物

### クズと金貨のクオリディア
久佐丘 晴磨（くさおか はるま）
小説『クズと金貨のクオリディア』の主人公。人は見た目が十割という考えを持つ。
ブスに人権なしという内容のレポートを提出したことにより、屋上前の踊り場の清掃を言いつけられ、向かった先の屋上で涙を流す千種夜羽と遭遇。夜羽に連れ回される形で、行方不明の債権者および「ランダム十字路」という都市伝説を追うことになる。
アニメ『クオリディア・コード』
登場しない。だが、小説『どうでもいい 世界なんて』2巻の描写から、霞と明日葉の父親だと思われる。

千種 夜羽（ちぐさ ゆう）
声 - 中原麻衣
小説『クズと金貨のクオリディア』のヒロイン。晴磨の地の文におけるあだ名は「よはねす」。
外見上は、清楚で可憐。長く艶やかな黒髪と白い肌を持つ、薄幸の美少女という印象の少女。
限りある人生にとって、一番大切なものはお金であるという考えを持ち、高校の中で学生相手の金貸しを営んでいる。
自身を究極美少女と認識しており、他者への共感性が極度なまでに欠ける。
また、初対面である晴磨の名前と学年と座席の位置。住所生年月日血液型をその日のうちに調べ上げ、玄関先までやってくるなど、尋常ではない情報収集能力と行動能力を持つ。
モデルは渡航。
名前は夜にちなんでいる。
アニメ『クオリディア・コード』
本当の人類軍改め「よはねす軍」の総司令として登場。金や邪魔な人物に「いなくなってもらう」などして人類軍の総司令となった傑物。霞と明日葉の母親。霞と明日葉に対しては極度な親バカぶりを見せている。しかし、他者との共感性のなさは健在で、指揮官としても完全な独裁者体制を敷き、主に副指令が苦労させられている。家訓は《降りかかる火の粉は完全消火、ついでに損害賠償請求、保険金をがめておかわり3杯》。

千種 美沙（ちぐさ みさ）
夜羽の妹。

久佐丘 雨音（くさおか あまね）
晴磨の姉である教師。

栗宇 桐華（くりう きりか）
雨音の同僚。

朱雀 零璽（すざく れいじ）
正義感の強い生徒会長。

### そんな世界は壊してしまえ（東京）
東京の生徒の名前は、鳥にちなんでいる。
朱雀 壱弥（すざく いちや）
声 - 斉藤壮馬、ブリドカットセーラ恵美（幼少期）
小説『そんな世界は壊してしまえ』の主人公。『クオリディア・コード』では東京都市首席であり、ランキングは東京最高位の第4位。
出力兵装は右手と左腕を茨のように覆う黄金のガントレット。固有〈世界〉は重力操作。斥力を用いて空を駆け、重力を圧縮した斥力球を用いて敵を圧潰させる。
鷹匠には『空駆ける者――【フリー・グラビティ】』と名付けられた。クオリディアコードでは『【空翔ける者】フリーグラビティ』を自称する。
右手中指に「東」の字を崩したデザインの指輪を嵌めており、制作段階では宇多良カナリアも同型の指輪を嵌めていた。
肩口まで伸びた髪の右側だけが少し長く、非対称になっているのが特徴。
アニメ時点で17歳、身長182cm、体重65kg。
名前は中国の伝説の神鳥、朱雀とスズメ（雀）にちなんでいる。
小説『そんな世界は壊してしまえ』
所属は東京の工科。重力操作という戦闘でも有用な能力を持ち合わせているが、空を飛ぶ〈世界〉を同時に持つ『デュアル』ではないため、戦闘科ではない。
諸事情で数年間コールドスリープが遅れ、五歳の時にアンノウンによる首都大侵攻に巻き込まれる。一人で彷徨うも幼いカナリアによって救われ、絶対に強くなると誓いを立てる。
壱弥の見た『夢』は、紅く燃える地面に縫い付けられる夢であり、それが重力操作という〈世界〉に繋がった。
人類すべてを愛すると公言するものの、人類にとって有益であるかどうかで判断する。逆に人類に貢献できない落伍者たちを憎むべきものと見做すなど、利益のための効率を重視した合理主義者。しかし戦闘科の冬燕が仲間たちに見捨てられる場面に遭遇し、彼女を見捨てた東京都市主席が同じ主張を口にしたことから、自らの考えに疑問を持つようになる。
その後、主席によって戦闘科へ転科。主席とは異なり自分は落伍者たちを救い上げようと奔走するが、その落伍者たちの裏切りによって失敗する。更に一連の責任を主席に押し付け追い出した戦闘科へと失望し、人類に対して価値を感じられなくなった壱弥は、自分だけが強くなればいいと考え、自暴自棄になる。そこを再びカナリアによって救われ、正気を取り戻し再び人類のために立ち上がった。
壱弥の家系は代々生徒会長であったとされるものの、小説『クズと金貨のクオリディア』に登場する朱雀零璽との関係性は明文化されていない。
アニメ『クオリディア・コード』
アニメでも相変わらず独断専行を行っており、カナリアによく苦言を呈されている。他人に対する不愛想な態度も変わらないが、戦闘科のメンバーからはある程度理解されている。カナリアに対してもバカ呼ばわりしながら、彼女の助言に応えようと努力したり、自分が欲しい好感度は一人だけだと彼女に対し想いを抱く。千種霞とは出会えば口喧嘩するほどに仲が悪く、ランキングを気にしていることを「4位さん」の呼び名で揶揄されている。しかし霞の実力は認めており、むしろ優れた能力を持ちながらそれを活用しようとせず、のらりくらりと斜に構えている態度が彼への不満となっている。
鷹匠の命名した「フリー・グラビティ」に対して否定的だったが、鷹匠の影響で本を読むようになり、アニメの時点では鷹匠の思惑どおり自分で名乗るようになっている。
リヴァイアサン級のアンノウンとの闘いで、自分の独断専行でカナリアを危機に陥れてしまい、求得から力があれば何をしても許されるという考えを批判され、これまでの行動を反省し、神奈川、千葉と積極的に協力をはかる。その様子を千種兄妹からは人が変わったようと評された。舞姫との協力でリヴァイアサン級の撃滅に成功し、独断専行の責任を取って首席の座を一時カナリアに任せることを決めるも、目の前でカナリアがアンノウンに襲われ消失するところを目撃してしまう。カナリアの死に絶望し自暴自棄となり、無気力状態となり、その後アンノウンへの復讐を動力に戦うことを決断する。舞姫とほたるが生死不明となった後、千種兄妹の「本当のヒーローだと思ってる」という言葉にあえて乗り、戦線の指揮を執る。しかし、その中で霞の裏切りとも言える行動に激昂し闘いを挑むも、霞からカナリアの生存を示唆され動揺し、そこでアンノウンの姿となったカナリアと再会。カナリアに首筋のチップを破壊されたことでカナリアの姿と世界の本当の姿を目撃する。よはねす軍合流後は真実を知らずにカナリアの死を嘆き、今まで敵に騙される形で与していたことに激昂し、唐突に告げられた真実に困惑するも霞とのやり取りで自分の大事なものを再確認する。霞たちに呼び出され、霞、舞姫たちと共に管理局に乗り込み、そこで求得と再会し、彼が人間であることを知る。求得との戦いで、同行していた青生の突然の裏切りにより〈世界〉を封じられ、さらに改造により半身をアンノウン化した求得に霞と二人で挑むもあしらわれてしまう。しかし、管理棟でカナリアが歌いだしたことをきっかけに、明日葉が青生を倒したことで〈世界〉が復活し、舞姫が愛離を倒したことで敗北を悟った求得を吹き飛ばし勝利した。終戦後は東京都市の首席として東京の再興をカナリアたちとともに行うことを告げ、霞、舞姫たちと別れた。

宇多良 カナリア（うたら カナリア）
声 - 石川由依
小説『そんな世界は壊してしまえ』のヒロイン。アニメ『クオリディア・コード』では東京都市次席であり、ランキング第10位。
固有〈世界〉は歌唱による能力活性化だが、特定感覚部位を極端に活性化させることで、いわゆるデバフのように動きを鈍らせることもできる。壱弥から「【愛を唄う者】ハートウォーミング」と名付けられた。
使用する「ヴォスタナ」と名付けられたマイク型の出力兵装は、大量の命気を扱う際に羽部分が大きく広がる。
コールドスリープ以前は壱弥より年上だったが、コールドスリープから目覚めるのが遅れたため同じ年齢になっている。自称、壱弥の世話焼き役。「困ったときは笑顔」が口癖。
アニメ時点で17歳、伸長159cm、体重48kg。
名前はカナリアにちなんでいる。
小説『そんな世界は壊してしまえ』
転校してきたばかりの謎の少女。転校によって入ってきたため『デュアル』ではないが戦闘科にいる。
一度落石事故により『夢見の世界』を中断されたため、〈世界〉が非常に脆弱であり、その際に医務官によって投げかけられた「この世界で、一番要らない存在」という言葉から、自らを最も価値のない存在と捉えている。他より長く眠ることで補間出来ないかと試みられたが失敗。夢を思い出すことも出来ず、少しがんばろうとするとそれだけで血の塊を出してしまう。
上記の理由により、自分より無価値な者は存在しない、何もない自分はせめて誰かを愛さなくては生きている意味がないと、自己犠牲的な歪みを持つ。それでいながら、誰がいてもいなくても、自分は勝手に頑張り続けるだけなので、自分の世界には必定、誰も必要ない。という一人で完結した世界に生きている。
鷹匠には『がむしゃらなるもの――【ワーキングドッグ】』と命名された。
小説『クズと金貨のクオリディア』第五章の扉絵において”I love you Canaria.”という一文があるが、詳細は不明。
アニメ『クオリディア・コード』
アニメでは独断専行を貫く壱弥に頭を悩ませており、他人に対し傲慢に接する壱弥の人間関係をフォローしている。人懐っこい性格から舞姫とは「ひーちゃん」「カナちゃん」と呼び合う仲で、明日葉からも「カナちゃん」と呼ばれている。また、神奈川の八重垣青生のことも「青ちゃん」と呼び、親しくしている。よく喧嘩をする壱弥と霞を諫めているが、あまりうまくいっていない。戦闘では空を飛べないため、戦闘科の女生徒二人に運んでもらっている。次席となってからは壱弥を初めとする仲間たちに認められ、以前のような自己犠牲から異常な行動をとる面が影を潜めている。
第3話にて負傷し、第4話の最後にて突如飛来したアンノウンによって死亡したかに見えたが実際には死亡しておらず、第7話以降アンノウンの女性型個体として登場。第9話にて壱弥の前に現れ霞の手助けもあり朱雀のコードを破壊しその正体を明かす。
管理局での戦いでは、突然裏切った青生とそれを追う明日葉を追いかけるも、道に迷ってしまう。その中で偶然管理局の塔にたどり着き、そこで歌い始めたことで、形成逆転のきっかけを作った。終戦後は壱弥とともに東京の再興を行う。

鵜飼 つぐみ（うかい つぐみ）
東京都市工科に所属する女生徒。工科時代の壱弥のパートナー。
固有〈世界〉は物品の未来可能性を視る力。この力により工科において多大な技術進歩に貢献した。
壱弥に初恋をし、告白するも、壱弥の感情を無視した合理主義的性格により玉砕した。以降彼の非常識な言動に対するツッコミ要員となっており、周りからも壱弥に対する苦情や対応処理係として扱われている（鷹匠曰く「対朱雀壱弥決戦自動処理機」）。しかし、壱弥の性格を知ってなお、好意を抱き続けている。感情がテンパると行動や発言が支離滅裂になったり、語尾に「～やい」と付ける癖がある。戦闘科の人間に対しては苦手意識を持っているが、鷹匠に対しては先輩にも関わらず「妹にしたい」と時の不可逆性に挑戦しようとした。
名前は、鵜にちなんでいる。

鷹匠 詩（たかじょう うた）
小説『そんな世界は壊してしまえ』の東京都市次席。
固有〈世界〉はテレパス能力。
魔女の恰好をした小柄な少女で、壱弥の一年上の先輩。天邪鬼な性格で、口から出る言葉は本音と正反対であり、本音を語るときはテレパスを使う。演出にこだわる面があり、魔女の恰好もその一つ。冬燕が戦闘科から見捨てられた時には壱弥に助けを求め、彼に世界の歪さを諭した。
読書を好む一面があり、壱弥にも本を読むことを強く薦めていた。読んだ作品には「変態王子と笑わない猫。」や「いつか世界を救うために -クオリディア・コード-」が示唆されており、三都市会議で神奈川陣営を見かけた際には神奈川四天王たちの二つ名やプロフィールをつぶやいていた。
名前は鷹にちなんでいる。

冬燕 桃華（とえ ももか）
東京都市の戦闘科に所属していた少女。髪を二つに結んでいる。
不適格者と判断され、防衛都市から追い出されて感情の起伏を失い、廃人同然となる。
名前は燕にちなんでいる。

鶉野 珠子（うずらの たまこ）
防衛都市東京の女子生徒。鶉野珠悟の妹。
不適格者とされて防衛都市から追い出されて廃墟に住んでいた。身に着けているブレスレットを大切にしている。
名前はウズラ（ウズラの卵）にちなんでいる。

嘴広 コウスケ（はしびろ コウスケ）
声 - 堀井茶渡
東京都市の男子生徒。小説『そんな世界は壊してしまえ』の東京都市主席の弟。
実の兄から不適格者として戦闘中に追いやられたことがトラウマで、現実に悲観的になっていたところを壱弥の特訓に付き合わされることになった。鷹匠が首席となったときには、壱弥によって戦闘科に配属できるように働きかけてもらっており、壱弥に対して報告するも邪険に扱われている。
アニメでも登場し、戦闘科メンバーのまとめ役を担っている。壱弥の理解者の一人であり、彼の傲慢で不愛想な言動も心得ており、霞をはじめ他の都市代表と言い争う姿に戦闘科のメンバー達と苦笑していた。
身長175cm。
名前は、ハシビロコウ（ペリカンの仲間）にちなんでいる。

鶉野 珠悟（うずらの たまご）
声 – 岩瀬周平
東京都市戦闘科に所属する男子生徒。不適格の烙印を押された鶉野珠子の兄。
次期主席争いにおいて戦闘科メンバーたちの意思に反して次席であった鷹匠を主席に強く推した。鷹匠が首席になった際も壱弥の計らいで戦闘科のメンバーとして選ばれる。
アニメでは戦闘による怪我と〈世界〉の能力向上が望めないことから内地への移送が決定する。そこで壱弥から見舞いを受け、彼の気遣いに感謝を示した。
名前は、ウズラ（ウズラの卵）にちなんでいる。

嘴広（はしびろ）
湾岸防衛都市東京の都市第一位。コウスケの兄。「人類を愛して」いるが、朱雀と似て非なり他者を容赦なく切り捨てたり、切り捨てのリストを作成したりと歪な一面を持つ。

### いつか世界を救うために（神奈川）
神奈川の生徒の名前は、鉱物にちなんでいる。
凛堂 ほたる（りんどう ほたる）/ 紫乃宮 晶（しのみや あきら）
声 - 福原綾香
小説『いつか世界を救うために』の主人公。アニメ『クオリディア・コード』では神奈川都市次席でランキング第3位。
固有〈世界〉は視線を介した接触。複数の対象への同時接触が可能な他、他者の手を触れさせることもできる。
出力兵装の形状は日本刀、帯刀のため制服のスカートの裾が標準より短い。特注の出力兵装は『いつか世界を救うために』の本文中にて一度損壊したため、舞姫により新たな出力兵装を貰い受けた。銘は輝天熒惑舞姫（きてんけいこくまいひめ）。
余談だが、メインキャラ六名の中で唯一ガラパゴスケータイを使っている。
アニメ時点で18歳、身長は164cm、体重55kg。
名前は蛍石、アメシスト（紫水晶）にちなんでいる。石言葉はそれぞれ「高貴」誠実
小説『いつか世界を救うために』
小説では主に、紫乃宮 晶の名で行動している。見た目は長髪で鋭い目つきの男であるが、これは神奈川に潜入する際の変装であり、二巻で女性であることが明かされる。通称「シノ」。
「物品管理四課」と呼ばれる防衛都市の生徒たちが対応しきれない、ときには非合法な任務も行う特殊部隊に所属する。階級は一等執務官。
性格は極めて真面目で不愛想な性格。観察を特技としており、「物事のすべては観察から始まる」をモットーとしている。また、その真面目な性格が妙な方向に働くことがあり、人類最強と呼ばれる天河舞姫の暗殺のための情報集めとして、彼女に対し、盗撮、ゴミ漁り、盗聴などストーキング行為を行う。ストーキングの際も極めて真面目な態度を崩さず、動機は違えど同じ舞姫をストーキングしている神奈川四天王に対して自分を棚に上げる発言をし、同僚のほたるに呆れられていた。
実は同僚である依藤真里香によってコールドスリープから目覚めた際に彼女の世界によって記憶や人格を改ざんされ、紫乃宮晶として10年間活動していた。本名は凛堂ほたるであり、天河舞姫や同僚であった依藤真里香とは幼馴染で、コールドスリープで別の場所に眠ることになった舞姫に再会することを約束した。
天河舞姫暗殺任務において任務に疑問を抱き、舞姫との一騎討ちを行ったときには彼女を殺せず涙を流した。そして、舞姫の暗殺に異常にこだわるほたる（真里香）の態度を不審に思い、彼女が諜報のために洗脳していた生徒にかけた世界を解除する際に、自分の世界で彼女の手に触れ解除させた際に自分の本来の記憶、名前、舞姫との関係を思い出した。記憶を取り戻した後は伸ばしていた長髪を昔のようにポニーテールにまとめ、「物品管理四課」から神奈川都市へ籍を移し、舞姫の剣になることを彼女に約束した。
舞姫に対してはシノであったとき、「天河」と苗字で呼んでいたが、ほたるとしての記憶を取り戻した後は、昔のように「ヒメ」と呼び、柔らかい口調で接するようになる。
小説『クズと金貨のクオリディア』第八章の扉絵において、亡くなった天河総理の代理を務め、すぐに内閣総辞職をした凛堂官房長官はほたるの血縁と思われる。
アニメ『クオリディア・コード』
アニメではヒメに対して異常に過保護になっており、ヒメの言動や行動ならどんなものであれ肯定するなど、典型的な神奈川都市生徒の一人と化している。カナリアの死でふさぎ込んだ壱弥の代わりに東京都市臨時代表となった舞姫を公私ともにサポートする。アンノウンの奇襲で犠牲になった生徒たちが青生たちとともにリヴァイアサン級の背後から現れた生徒たちであることに気づき、青生とともに侵入不可領域へ調査に乗り出す。その途中東京都市襲撃の知らせを聞き、戦場へ急行し、途中で合流した霞の作戦によりピンチの舞姫のもとに駆け付ける。怒涛の勢いでアンノウンを駆逐していくも、その時異変を訴える舞姫に首筋のコードを壊され世界の真の光景を目撃、霞に伝言と、世界で彼の右頬を傷つけることで自身の壊れたコードを届けた直後にアンノウンの突撃を受け、舞姫とともに行方不明となる。
その後、真の人類軍と共に現れ、舞姫と共に明日葉のコードを破壊した。よはねす軍に合流後も、舞姫同様突然の真実に困惑するも、舞姫についていくことを決めた。管理局での戦いでは、アンノウンとの闘いで苦戦の末〈世界〉で舞姫への攻撃を庇い両腕を負傷するも、口で刀を咥え、敵の攻撃をはじき落とし、舞姫の一撃に繋げた。終戦後は舞姫と共に愛離の墓の前で彼女の話に耳を傾けた。

天河 舞姫（てんかわ まいひめ）
声 - 悠木碧
小説『いつか世界を救うために』のヒロイン。アニメ『クオリディア・コード』に至るまで十年間神奈川都市首席を務め、ランキングはダントツの第1位。
固有〈世界〉は命気（オーラ）による身体強化に特化した能力。コールドスリープ中に彼女が見ていた『夢』は『幸せな〈世界〉』。みんなが笑っている平和な〈世界〉である。出力兵装は大剣「エリス」、その名は森鴎外著『舞姫』のヒロイン、エリスにちなんでいる。また、七話サブタイトルにあるパラノイアとは『舞姫』作中でエリスが罹った精神病の病名に由来する。
性格は天真爛漫で直情的な理想主義者。他人の悪意に対して疎い部分があり、直情的な性格からよく騙されることがある。そのルックスと陰のない明るい性格から神奈川都市のアイドルというべき存在で、アンノウンとの戦いでは圧倒的なカリスマ性を見せる。特に神奈川都市生徒会を務める通称「神奈川四天王」からは並々ならぬ好意を向けられており、盗撮、捨てたごみを回収される、部屋にカメラを仕掛けられるなどのストーキングを受けているが、まったく気づいていない。コールドスリープで親友である凛堂ほたると離れ離れになることに不安を訴え、ほたるから必ず再会するという約束を受け、神奈川の首席として十年間彼女を待ち続けた。
アニメ時点で18歳、身長は145cm、体重39kg。血液型はO型。
名前は天河石、森鴎外著『舞姫』にちなんでいる。
小説『いつか世界を救うために』
小説では編入してきた紫乃宮晶の強さに興味を持つ。舞姫暗殺のために彼女に近づこうとするシノの目的もあり、彼とデートをするなどし距離を縮めていく。トリトン級アンノウンの襲撃と、実は東京都市のスパイだった隠谷来栖の裏切りにより窮地に陥るも、シノや仲間の助けで事なきを得る。また、その時の功績からシノを新たな四天王に選んだ。その戦いでシノの出力兵装が壊れてしまったため、シノのために新たな刀を（サプライズとして）新調しようとし、彼に内緒で採寸を取るため衣類を回収しようとした際に、シノが女であることを知る。シノの目的が自らの暗殺と知ったときは、悩みながらも直接シノに真意を訪ね、一騎討ちの結果で、負けたら首を差し出す、自分が勝ったらシノを手に入れるという条件を出す。この結果、シノは舞姫を殺す好機を得るも、結局舞姫を殺せず姿を消してしまう。思い出の場所に向かった時に、かつての幼馴染である依藤真里香と再会するも、並々ならぬ憎悪を向けられ、洗脳によって四天王たちを人質にとられ窮地に陥る。そこで記憶を取り戻したシノに助けられ、同時に彼女が自分が再会を熱望していた凛堂ほたるであることを知り、涙を流しながら彼女との再会を喜んだ。
圧倒的なパワーと勘とでもいうべき直感を持っており、神奈川の首席を長い間務めている。その実力は人類最強と称されるほど。
小説『クズと金貨のクオリディア』第八章の扉絵において、「重大な発表」を行うと緊急発表した後、病院に移送されて亡くなった天河総理は、舞姫の祖父。
アニメ『クオリディア・コード』
アニメでは変わらず理想を愚直に目指す能天気な様子。ほたるとは相変わらずの仲良しぶりを見せる。3都市共同の防衛線で、ランキングのため仲間同士争う状況に困惑を見せるもほたるの言葉に慰められる。全力の一撃でアンノウンを掃討するも、同時にアクアラインを破壊してしまい、求得に大目玉を食らってしまう。リヴァイアサン級の撃破ののち、カナリアたち東京生徒がアンノウンの襲撃によって死亡したと知らされ、それにより傷心でふさぎ込んだ壱弥に変わり東京都市の臨時の代表を務める。人前では気丈に振る舞うも、ほたるに慰められカナリアたちの死に号泣する。直後に東京都市に突如アンノウンの襲撃が起き、他の生徒たちを避難させた後一人アンノウンに立ち向かう。奮戦の末ピンチに陥ったところをほたるに助けられるも、そこで首筋のコードが壊れたことでほたるに何らかの異変を訴え、彼女の首筋のコードを破壊し、ほたるとともにアンノウンの襲撃で行方不明となる。その後、ほたると共にアンノウンの姿で現れ、明日葉のコードを破壊した。
よはねす軍に合流した後も、唐突に告げられた真実に困惑するも、自分の信じる道を突き進むことをほたるに告げた。霞の作戦で管理局に乗り込み、ほたると共にコールドスリープした子供たちの救出に向かう。そこで真のアンノウンと遭遇し、ほたると共に応戦。自身の全力の攻撃をも受け止めるアンノウンの力に追い詰められるも、カナリアの歌をきっかけに力を振り絞り、激闘の末アンノウンの胸を剣で貫き勝利する。その際、最期の瞬間に自分の頭を撫でたアンノウンの仕草と、最後に愛離に会った際に渡した自分の時計が落ちていたことから、自分が倒したアンノウンが愛離であったことを悟り動揺するも、コールドスリープした子供たち救出のため、一旦動揺を押し殺した。管理局崩壊時に脱出するも、そこで霞から青生の離反を告げられる。終戦後は愛離の墓を建て、彼女との思い出を振り返る。その際愛離が自分の子供を持ちたいと思ったことを思い出し、ほたるに子供の作り方を訪ね、彼女を咳き込ませた。その後、壱弥、霞たちと話し合い、自分も神奈川の再興を行うことを告げ、彼らと別れた。

依藤 真里香（いとう まりか）/ 凛堂 ほたる（りんどう ほたる）
声 - 明坂聡美
「物品管理四課」でシノの同僚である少女。
固有〈世界〉は、誰とでも友達になれる。という名目だが、事実上の洗脳に近い。
凛堂ほたるは偽名であり、本名は依藤真里香。凛堂ほたると天河舞姫の幼馴染であるが、親友のほたるに好意を超えた執着を見せ、自分とほたるの仲に入り込む舞姫を内心憎んでいた。ほたるがコールドスリープから目覚めた際、自らの〈世界〉によってほたるの記憶を書き換えて紫乃宮晶とし、自らを凜堂ほたると名乗るようになった。外見もほたるに似せてポニーテールにしている。
神奈川都市首席を十年間続け、ほたるの帰還を待つ舞姫を疎ましく思い、「物品管理四課」の課長である金屋久秀を洗脳し、彼女の暗殺任務をでっちあげた。シノが舞姫暗殺に失敗した際に四天王を含む生徒100人以上、拘束されていた隠谷来栖を洗脳し舞姫抹殺を決行するも記憶を取り戻したほたるの妨害により失敗。拘束されていたが、来栖と共に脱走した。
名前はマラカイト（イトウマリカ→マリカイトウ→マラカイト）にちなんでいる。

八重垣 青生（やえがき あおい）
声 – 雨宮天
神奈川都市生徒会、通称「神奈川四天王」の一人。眼鏡をかけたおとなしめな性格の少女。通称〈姫を導く者（プリンセスロード）〉。
固有〈世界〉は対象の感覚をスキャニングし、それを自分や他者に投影する能力。これにより他人が見た情報を別の人間に共有させることができる。また情報は相手への送信程広くはないが、相手と相対していれば、相手の心を受信することもできる。個性的かつヒメにたいして病的な好意を持つ四天王の中ではきわめて常識人だが、ヒメの身を案じた結果、彼女の制服に盗聴器をつけるなど、四天王らしい部分も見せる。
アニメでも登場し、アクアラインの補修中に出現する謎のアンノウン討伐に協力した。影が薄く名前を覚えてもらえないのが悩みで、特に壱弥からは何度も名前を聞かれている。カナリアとも仲が良く、舞姫とほたるの失踪から霞と共に行動する機会も多くなった。管理局の愛離にはあこがれと実の母親のような親愛を抱いており、一度誤ってお母さんと呼んだことがある。そしてヨハネス軍に回収された後も彼女だけは愛離達を殺すことに迷いを見せている。悩んだ末に壱弥たちを裏切り、求得、愛梨に従う形でアンノウン側についた。その際自らの〈世界〉により、許容範囲以上の情報を相手にぶつけることにより、壱弥たちの〈世界〉を封じた。裏切って以降は壱弥たちと敵対する覚悟を固めたせいか、眼鏡をはずし、これまでの内気で気弱な性格とは打って変わって不敵で挑戦的な言動になり、明日葉との闘いでも、〈世界〉を封じたうえで「ほたるが次席になるまでは天河舞姫の右腕だった」という発言に恥じない実力を発揮し明日葉を苦しめた。自分には何もなかったという発言から、親や家族などの記憶を持たないらしく、兄に守られ、母親と再会し家族に囲まれる明日葉に対し嫉妬の感情を向け、明日葉との闘いで彼女に対し嫌悪の感情をぶつけた。しかし、カナリアの歌がきっかけで明日葉に反撃を許し、組み伏せられてしまう。自らの出力兵装で明日葉を刺そうとするも、結局実行できず、そのまま絞め落とされ意識を失う。
カッターのようなナイフ式の出力兵装を用いる。この出力兵装は親指のスイッチから手を離すと自動で刃が内側に収納される。
猫背時の身長は158cm。
名前は青生生魂（アポイタカラ）という伝説上の金属（ヒヒイロカネとも呼ばれる）にちなんでいる。

佐治原 銀呼（さじはら ぎんこ）
声 – 藤原夏海
神奈川四天王の一人。中性的な容姿の少女。先端が異様に長い爪型の出力兵装を用いる。通称〈番犬（アイギス）〉。
大口を開けると犬歯が見えるのが特徴で、へそ出しスポーツウェアの上から直接制服を羽織っている。
固有〈世界〉は狼への擬獣化で、発現するとウルフカットの髪が急速に伸びて背を覆うほどになる。また、普段の状態で、犬並みの嗅覚を持つ。
ヒメに強い好意を持ち、彼女が捨てたごみ袋を「夢袋」などと呼称して持ち去りヒメの使用したものを収集している。
身長170cm。
名前は銀にちなんでいる。

音無 柘榴（おとなし ざくろ）
声 – 井澤詩織
神奈川四天王の一人。目の下にクマのある小柄で陰鬱な印象の少女。巨大な鎌型の出力兵装を用い、刃の付け根の裏部分にクマのストラップを付けている。通称〈音無き死神（サイレント）〉。
首には常に舞姫盗撮用のカメラをぶら下げている。
目が吊り上がり、胴に縫い目の入ったパンダのぬいぐるみを背負っており、制服の下に着たパーカーのフードを目深にかぶっているのが特徴。
固有〈世界〉は特定の印をつけた場所への瞬間移動。戦闘では印をつけたコインを各ポイントに配置することで瞬間移動による機動力で敵を翻弄する。
性格は外見同様暗く、他人と目を合わせるのが苦手。しかしヒメに対しては別で、自身の〈世界〉を使ってヒメを盗撮しては写真を集めている。
猫背時の身長は145cm。
名前は柘榴石にちなんでいる。

隠谷 来栖（なばりや くりす）
神奈川四天王の一人。金髪で派手な印象の少女。通称〈不可視伯（インビジブル）〉。
固有〈世界〉は対象を他の人間の認識から消す能力。この能力により自分や自分が指定した他者、物を相手に認識させなくすることができる。
実は東京主席（嘴広の前任者）が送り込んだスパイ。アンノウン襲撃の混乱に乗じてヒメを拘束するも、シノや四天王の機転で奪還・拘束される。その後、真里香に洗脳され再びヒメを襲うも、記憶を取り戻したほたるの介入で失敗する。しかしどさくさに紛れて逃走し、拘束されていた真里香に接触して共に逃亡した。
名前は水晶（クリスタル）にちなんでいる。

### どうでもいい 世界なんて（千葉）
千葉の生徒の名前は、植物の名前にちなんでいる。
千種 霞（ちぐさ かすみ）
声 - 内田雄馬
小説『どうでもいい 世界なんて』の主人公。アニメ『クオリディア・コード』では千葉都市次席だが、ランキングは100位代→207位（1話）→213位（2話）など。日々、下降気味。
固有〈世界〉はエコーロケーション等を駆使したサーチ能力。壱弥の命名は「夜を支配するもの――ヴァンパイア・バット」。
スナイパーライフルの出力兵装での狙撃を得意とする。現実主義者かつ皮肉屋で、わざと相手を怒らせるような振る舞いや露悪的な言動が目立つが、批判の矛先を自らに向けさせて他都市の結束を強めるなど自己犠牲的な（明日葉に言わせると優しい）面もある。
他生徒の使う銃型の出力兵装と同様、弾倉部分には命気を充填した使い捨てのカートリッジが入っており、その命気を弾丸として放つためフローバックはしないが、マズルフラッシュと煙、反動は発生する。腰だめうちのためのスリングは二か所で固定され、ワンタッチで着脱可能。
アニメ時点で17歳、身長は177cm、体重58kg。
名前はカスミソウにちなんでいる。
小説『どうでもいい 世界なんて』
小説では戦闘課に属しながらもアンノウン戦で活躍する機会の少ない狙撃犯にいたため、蓮華と共に生産科への出向を命じられる。生産科のブラックな職場環境に辟易としつつ、朝顔に持ち前の詐術を評価され、代表戦の選挙工作を引き受けることになる。
アニメ『クオリディア・コード』
アニメでは「妹の七光り」と嘯きながらも首席に代わって千葉陣営の作戦立案と指揮を執る。ランキングに興味がなく、また個人の戦闘能力も高くないため順位は低いが、その発想力と狙撃能力は他都市の代表からも評価されている。
壱弥とは言い争いが絶えない一方、壱弥の危機には真っ先に駆けつけるなど屈折した友情を見せる。妹の明日葉のことを大切に思っており、彼女の足枷になるような生き方はしないと決めている。大國に殺されかけた際は大國に殺意をむき出しにする明日葉を制止し、彼女の手を汚さないために明日葉に氷漬けにされた大國の体を銃撃で破壊し止めを刺した。舞姫とほたるが失踪する際にほたるから「この世界は偽物」という言葉とともに彼女の斬撃によって右の頬を傷つけられることで彼女の壊れたコードを届けられる。そのことに勘付き霞を始末しようとした大國を返り討ちにするも怪我を負ってしまい、その際首筋のコードが故障したため、怪我から回復した右目を開くと世界の本当の光景を目にし驚愕する。それにより管理局への疑惑を確実なものとし、明日葉に留守番を任せて姿をくらまし、裏で秘密裏に調査を行う。
本当の人類軍改め『よはねす軍』の総司令である、千種夜羽の息子。真実を理解し、夜羽と再会した。父親が誰なのかは明言されてないが、再会した夜羽からは父親に性格が似ていると言われている。さらに小説『どうでもいい 世界なんて』2巻において、記憶の中で父親が言った「人は見た目が十割」という発言から、父親は久佐丘晴磨と思われる。
最終決戦では壱弥と共に求得と戦うが圧倒される。だが明日葉が青生に勝利した事で<世界>を使用可能になった壱弥に『いけ、ヒーロー』と言葉をかけ、勝利するのを見届けた。終戦後は千葉の再興のために明日葉と共に夜羽と別れた。

千種 明日葉（ちぐさ あすは）
声 - 安済知佳
小説『どうでもいい 世界なんて』のヒロイン。アニメ『クオリディア・コード』では千葉都市首席でランキング第2位。
固有〈世界〉は物質の運動制御。
霞の妹で唯一の理解者。二丁拳銃の出力兵装を使い中距離戦を好む。普段はけだるげな態度で携帯を弄っているが、銃を持つとトリガーハッピーになる。常にひそかなオシャレを忘れない。
他生徒の使う銃型の出力兵装と同様、弾倉部分には命気を充填した使い捨てのカートリッジが入っており、その命気を弾丸として放つためフローバックはしないが、マズルフラッシュと反動は発生する。
スカートの下に拳銃を収納するためのホルスターを装備している。
制服を着崩し、他の生徒よりも爪先がとがり、ヒールがやや高いローファーを履いている。
アニメ時点で15歳、身長は151cm、体重は42kg。
名前はアシタバ（漢字で書くと「明日葉」となる）にちなんでいる。
小説『どうでもいい 世界なんて』
中学生ながら〈世界〉の強さを見込まれて戦闘科に抜擢、次席の夏目めぐにも目をかけられていた。久しぶりに会った兄に対しては素っ気なかったが、無理をしないよう念押しする、将来について心配するなど、辛辣な言葉とは裏腹に気に掛けている。朝顔に対しても好意的に接していたが、霞を利用しようとしたことに対しては不快感を示した。
アニメ『クオリディア・コード』
作戦立案や出撃準備を霞に丸投げしており、寝転びながら漫画を読んでいることが多い。戦場においては銃を両手に縦横無尽に駆け回るほか、〈世界〉も使い勝手がよく、物体を制止させる形で多用されている。胸の大きさを気にしており、カナリアやほたるが思った以上に大きいのを知り「この裏切り者」と呻いた。
兄の霞を普段は扱き使っているが、本心では大切に思っている。大國が世界の秘密に触れた霞を殺そうとしたときは兄を傷つけた大國に対し殺意を向け、霞によって止めを刺された大國の遺体の欠片を能力で跡形もなく焼き尽くした。兄の治療中に自ら料理を作って兄に食べさせたり、管理官たちを警戒するよう霞に忠告された際は肩を強く握られて赤面したりもしており、霞が身の危険を感じて姿を消したときは自分も一緒に行くと主張し、防衛戦でも「お兄がいればすぐ片付くのに」と霞の不在とそれを重くとらえていない仲間たちに不満を抱いていた。
千種夜羽の娘。霞と違い、母親のことをほとんど覚えていないため、再会した夜羽との接し方に戸惑っていたが、夜羽が負傷したのを切っ掛けに、彼女が自分の母であることを実感する。
最終決戦では人類を裏切った青生と交戦。<世界>が使えない状態にされて圧倒されるが、カナリアの歌をきっかけに隙をついて反撃。青生を組み伏せ、絞め落として勝利。終戦後は霞と共に千葉の再興をするため、夜羽と別れた。

榴ヶ岡 蓮華（つつじがおか れんげ）
千葉都市の女子生徒。天然系うっかり娘だが周囲に愛されている。
固有〈世界〉は声を通して自分を好きになってもらう能力。呼びかける能力であるため、本人曰く、対話できる朝顔の下位互換。
小説版では霞の同僚で、戦闘科ではスポッターとしてスナイパーの霞の相棒を務めていたが、共に生産科へ出向させられた。
名前はツツジとレンゲ（ハスの花）にちなんでいる。
その正体は非常に計算高い策略家。声だけでなく彼女が出すお茶でさえも相手に影響力を及ぼし、関わった相手の中での蓮華の優先順位が上がるという洗脳に近い危険な能力をもつ。問題点として効果は一時的なため定期的に繰り返す必要があること、彼女自身の戦闘能力には特に寄与しないことが挙げられる。自分が他者より劣った存在と判断されたことで自尊心が激しく傷ついた結果、己がトップとなり全ての者を愛するという結論に辿り着いてしまった。
霞を自身の影響下に置くべく、清楚系なのに天然系うっかり娘というキャラを演じていたが失敗。些事を利用して朝顔とめぐを冤罪で失脚させた後に本性を現し、再び霞を仲間に引き入れようとするも、世界の秩序に興味のない明日葉や霞を説得できず敗北して逃走。己の支持者を糾合して勝利を目指すが、霞に撃たれて退場する悲劇の女性として表舞台から去る。
霞に撃たれた後の詳細は不明。撃たれる前の霞との会話では打算ではなく本当の意味で霞と分かり合いたかったという本音も見え隠れしており、霞と対立してしまう結果は望んでいなかった模様。

釣瓶 朝顔（つるべ あさがお）
防衛都市千葉の生産科のトップを務める少女。しっかり者だが名字で呼ばれるのを嫌う。
固有〈世界〉は植物との対話。
小説版では戦闘科から生産科へと出向された霞の上司。
名前はアサガオにちなんでいる。
戦闘科以外の科も胸を張って生きられるようにしたいというねがいから思い、全ての科を待遇面で平等にすることを目指す。当初は明日葉を味方にするため千種に協力を依頼した経緯から明日葉に嫌われるが、後に心の底から千種に謝罪して和解。全ての因縁に決着がついた後、めぐと共に明日葉と霞のトップ体制を支える一員となった。

夏目 めぐ（なつめ めぐ）
小説『どうでもいい 世界なんて』の千葉都市次席の少女で次期首席の最有力候補。
彼女の指示で一部の戦闘科の生徒が他の科へと出向させられた。
名前はナツメグにちなんでいる。
面倒見が良く姉の方針で切り捨てられた元戦闘科の生徒のことも気遣っており、戦闘に向かないとされた生徒は彼女の配慮で出向扱いとなっている。一方で頭は悪いため、戦闘科と他の科を意識的に平等にしたいとは思っても待遇面で平等にする方法は分からないため朝顔と対立してしまった。

漆原 達樹（うるしばら たつき）
千葉都市生産科の男子生徒。インテリヤクザな風貌を持つ。
名前はウルシにちなんでいる。
非常に自分本位で典型的なパワハラも辞さない反面、上位者には徹底して媚びる。生産科の仕事は苦手で霞には強制的に残業を強いるが実は上長ではなく只の平役。パワハラの対象とされる霞には嫌悪されているが、実は元諜報科で諜報に関する方面に関しては非常に優秀。

夏目 伽耶子（なつめ かやこ）
小説『どうでもいい 世界なんて』の先代千葉首席。めぐの姉で現在は内地に転属している。
名前はカヤにちなんでいる。
戦闘科を少数精鋭&長距離・高火力の組織を作り変えた人物として称えられる反面、少しでも戦闘に劣る人材は戦闘科から転科、戦闘に向いていれば他科から強引に奪った人物として知られている。このため東京や神奈川と比べ千葉のみが３０年も時代遅れな戦闘第一体制を維持し続ける結果となった。

### クオリディア・コード
本当の人類軍改め『よはねす軍』の関係者以外、管理局を初めとする都市の「大人」（夕浪、大國など）はほぼ全員アンノウン側であることがうかがえる。
名前が判明している大人たち（千種夜羽を含む）の名前は一日の時間帯にちなむ。
朝凪 求得（あさなぎ ぐとく）
声 - 平田広明
南関東湾岸防衛機構の地域管理官。右胸から左腰にかけて大きな傷跡がある。みんなの父親のような存在であると認識されているが、実はアンノウン側と協力している人間であり愛離と共にマッチポンプを行っていた張本人。子供たちの視覚情報を操ることで子供たちを救助にきた本物の人類をアンノウンと認識させ、子供たち自身の手で撃退させていた。表向きは南関東における対アンノウン戦線の前線指揮をとる最高責任者、豪放磊落な性格でノリの軽い人物、それでいて子供たちのためなら我が身を顧みない熱血漢を演じている。一方で演技とはいえ子供たちに対してはそれなりに感情も芽生えており、3都市会議で代表メンバーが言い争っているときも仲がいいと豪語し愛離から注意をうけるも軽く流していた。人間として演じている他のアンノウンとの方針の違いから、実態はアンノウンの巣窟である本部から嫌味を言われているが現場の判断が重要と聞く耳を持たないなど子供たちを使い捨ての消耗品と考えるほどには割り切れていない面もある。
壱弥たちがアクアラインを破壊した際には、視覚情報を操って子供たちを騙しているという真実が露見するのを恐れて今までにない怒りを子供たちに見せる。カナリアが本物の人類側に保護されたことをきっかけに、ほたるや舞姫がアンノウンと認識させているのは実は本物の人類であるという真実に気付き、霞が独自調査で求得たちの嘘を確信したことで全ての計画が崩壊する。やがてヨハネス軍が本格的な反撃に出たことで壱弥たちが全員人類側に回収され、目覚めてから管理し続けていた子供たちのほとんど全てを奪い返されるという事態に陥る。その後はかろうじて奪い返されなかった未覚醒の子供たちをコールドスリープで眠らせて保護し、ヨハネス軍をおびきよせる撒き餌とし最終決戦に備えていた。
劇中10話の台詞から自分か夕浪どちらかが人間である可能性が高いことを匂わせていたが、壱弥とカナリアの目から自分だけアンノウンの姿が見えなかったことから正体が人間であることが発覚した。大侵攻以前のある時、何らかの理由で人間がアンノウンに見えるようになった彼は、混乱と焦燥の中一人ランダム十字路を通り、ゲートキーパーである愛離に出会う。アンノウンが人間に見えるようにもなっていた彼は彼女に一目惚れするが、アンノウンである彼女は彼の腹を腕で指し貫く。その後、半身をアンノウンとして改造されながらも、新たな人生を得た彼は彼女のために行動する形でアンノウン側についていた。
壱弥たちが全員人類側に回収されたことにより愛離に二人で遠くに逃げることを提案するも、子供のためにできることをするという愛離に従った。壱弥たちが乗り込んできた際は青生によって〈世界〉を無力化された壱弥と霞の二人をアンノウン化した肉体によりあしらい続けたが、明日葉との戦闘で気絶した青生の無力化が解けたことで〈世界〉を使えるようになった壱弥から致命傷を負い、同時に愛離が舞姫に倒されたことを悟る。アニメでは壱弥と霞に管理局からの脱出を促し、青生を回収すると、意識を失った青生の能力か目の前に現れた愛離に、二人の子供とも言える青生の保護を頼まれ、崩れ行く管理局を脱出する。小説では壱弥と霞に敗北した後、聖堂で愛離の亡骸に口づけをし、思いを馳せる。すると意識を取り戻し聖堂を訪れた青生の〈世界〉によって、蘇った愛離の意識と共に家族3人で最後の時間を過ごす。
身長は186cm。
名前は朝にちなむ。

夕浪 愛離（ゆうなみ あいり）
声 - 能登麻美子
南関東湾岸防衛機構の地域管理官。みんなの母親のような存在であると認識されているが、実はアンノウンであり求得と共にマッチポンプを行っていた張本人。子供たちの視覚情報を操ることで子供たちを救助にきた本物の人類をアンノウンと認識させ、子供たち自身の手で撃退させていた。表向きは3都市の生徒を常に気にかけ戦線のサポートを務める穏やかな性格の持ち主として振舞っており、自由に言い争っている3都市の生徒たちに対し仲がいいと呑気なことを言う求得に「あなたが仕切らなくてどうするの」と苦言を呈するも軽く流されている苦労人として皆と接していた。一方で演技とはいえ子供たちに対してはそれなりに感情も芽生えているだけでなく、求得にいつも振り回されているのか、彼の扱いに時としてぞんざいな対応をするときがある。素直すぎる部分もあり、管理局からの連絡を無視した壱弥の居直った返答に一瞬納得しかけてしまうなど、世が世なら男に騙されるタイプの女性。
小説「そんな世界は壊してしまえ」にも登場している。
アニメ版では、自分はアンノウンという人類の敵側であるのに、朱雀たちを騙していることにずっと負い目を感じておりまた自分たちが利用してきた子供たちに愛情めいた感情を持っている。そして次元掘削ゲートのゲートキーパーでありかつアンカーでもあるため自身が倒されて自分たちの世界（アンノウン側）の者たちが地球側とつながらなくなることを危惧している。
侵略した当初は他のアンノウン同様子供たちやこの世界のあらゆるものに対して特別な感慨を抱かなかったが、子供たちと接していくうちに人間としての感情が芽生え、子供たちに愛情を抱くようになり、他の人間と出会い子供を生み次へ繋げていく人間の営みに憧れを抱くようになった。同様に他の生物の体を乗り換えて生き続け、既に自分がどのような生物だったのかわからなくなった自分たちの生態をまさに「Unknown」と自嘲した。かつて舞姫と話しているときに、舞姫に自分の子供を持ちたいこと、自分の人生に満足できる最期、子供のために死ねるような生き方がしたいと自分の想いを伝えた。
壱弥たちがヨハネス軍に保護された後、残った子供たちをコールドスリープで眠らせて保護し、その際子供たちを守るためにコールドスリープに関わった他の同族たちを全員抹殺した。壱弥たちが管理棟に乗り込んだ際は真のアンノウンとしての姿で管理局地下のコールドスリープセンターで舞姫、ほたると戦闘を行った。舞姫の攻撃を無傷で受け止めた愛離はポッド内のコールドスリープ中の子供を守るため、地上まで穴を開けて移動。激闘の中、一時は戦意を失ったがカナリアの歌により立ち上がった二人による連撃の末、舞姫の剣に貫かれて死亡。死の間際に自分を刺し貫く舞姫の頭を優しく撫でながら消滅した。アニメでは管理棟が崩壊する際、気絶した青生の能力か求得達の前に現れ、自分たちのために仲間を裏切った青生を、自分達の娘として保護することを頼んだ。小説では聖堂で舞姫に倒された後、やって来た青生の〈世界〉によって意識のみ蘇り、朝凪を含めた家族3人で最後の時間を過ごした。
身長は169cm。
名前は夕方にちなむ。

大國 真昼（おおくに まひる）
声 – 大原さやか
南関東管理局主任医務官。怜悧な雰囲気で眼鏡をかけた女性。はだけた左胸の谷間にほくろがある。〈世界〉を持つ生徒たちを戦争のための消耗品、モルモット程度にしか見ていない。舞姫とほたるが生死不明に陥った後、千種 明日葉を内地へと送るべく明日葉を説得をするが断られ、その後その兄である霞と接触し妹を説得するように依頼するがこれも断られる。ほたるが最後に伝えたメッセージを聞いて世界の秘密の一端に触れた霞を自宅に招いて殺そうとしたが、乱入してきた明日葉に凍らされ、霞の銃弾でとどめを刺されて死亡。遺体は兄を傷つけられ怒りに燃える明日葉の炎で焼き尽くされた。その後管理局側においてその件はもみ消され内地へと栄転という形になっている。
小説「そんな世界は壊してしまえ」でも登場し、仲間から見捨てられ廃人となっていた冬燕を冷酷に名前で管理する価値もないと診察もせずに内地移送にしようとした。その態度に激怒した鷹匠に対し物事を荒立てないことに長けた笑い顔で淡々と対応した。
大人であるにも関わらず霞曰く〈世界〉とされる能力を扱うことができ、それは霞たちには目で見ることができない。実際は、アンノウンとしての本体で攻撃を行っており、霞たちの目に見えないのはクオリディアコードで視覚を改ざんされているため。
身長は169cm。
名前は昼にちなむ。

## 世界観
アンノウン
『クズと金貨のクオリディア』の直後、『いつか世界を救うために』、『そんな世界は壊してしまえ』、『どうでもいい 世界なんて』の29年前、アニメ本編からは30年前に現れた第一種災害指定異来生物。次元掘削ゲートを通ってこの世界に到来した。当初は正体も目的もその全てが不明であった。他にも名前が付けられていたようだが、結局〈アンノウン〉という俗称が一般化した。
小説からは21年前。アニメから22年前、人類は〈アンノウン〉に一応の勝利を収めた。この際、日本国内だけでも、推定3200万人もの死傷者が出ている。この〈アンノウン〉襲来によって人類は多大な被害を被り、子供達はコールドスリープに就くこととなった。
実は、侵略が目的ではなく、コールドスリープに就いた子供の奪取・洗脳が〈アンノウン〉の狙いであり、子供を自分たちに近い身体に改造して、その身体を乗っ取ることにより進化を遂げようとしていることが明らかになった。
子供たちにはコードを植え付け、奪還しに来た人間側の無人機を撃退させていた。人間側の大人達に対しても南関東一円に認識阻害を起こす障壁を張ることで対策を施していた。
正体は異世界の人間であるらしいことが夜羽の口から漏れそうになったが、瞬時にバケモノであると言い直したため、壱弥達が知ることはなかった。
人類軍
千種 夜羽が設立した人類軍で通称よはねす軍。当初朱雀たちが戦っていた『アンノウン』。南関東地域に無人機を派遣しアンノウン側に利用されていた朱雀たちを取り戻そうとしていたが、コードにより認識阻害を受けていた救助対象の子供たちにより長年撃退され続けていた。また生身で救助しに行った兵士達は、南関東一円に展開されていた認識阻害の障壁により認識阻害を起こし、救助は失敗し続けていたが、ある時侵入不可領域で観測されたカナリアを救助したことにより状況は代わり障壁を破壊することに成功し、それにより奪還作戦は大規模になっていき各地域の首席・次席を含めて多くの子供たちを救出に成功している。
無人機は、アンノウンとしてその大きさによって分類され、全長3メートルのオーガ級（三種類）、全長20メートル程度のクラーケン級、全長100メートル程度のトリトン級、新型のアイアンメイデン級とリヴァイアサン級に分類されている 。通常は「ゲート」を介して出現するが、出現するペースが多くなってきたり、1体のみしか確認されなかったとはいえ「ゲート」を介さないで出現した個体が出たりといろいろ試していた模様。
戦力は艦隊規模を有しており本来民間人である彼女が司令官になれたのは「ある人物は金でほほを叩かれ」、「ある人物は事故にあった」からである。
高速道路
新宿が湾岸都市になっているように、東京湾に接する陸地は大きく後退しているため、三都市を結ぶ高速道路は陸地後退の少ない千葉を除きすべて新規に建設されたものであり、鉄道が並走している。また、陸地の後退に伴って横浜周辺のアクアラインは大幅に延長され全長が二倍ほどになったことにより、中継地点である旧海ほたるに代わりアンノウン迎撃地点としての役割も兼ねる新海ほたるが建設され、旧海ほたるは完全に撤去されており現存していない。なお、千葉側のアクアラインは旧アクアラインを改修したものである。
海ほたる
旧海ほたるに対し縦横三倍程度の大きさであり、向かい合う二棟の塔とそれを支える下層部分によってなる。うち一棟には来客用のヘリポートが存在する。下層部分は駅のホームになっているほか、海上開発のための資材、重機が保管されている。内部の柱は打ちっぱなしの状態で、装飾などはされていない。また、戦闘時には下層の外壁が一部せり出してバルコニー状の足場が出現し、そこからの射撃が可能になる。一階部分には海底ドリルのオブジェを備えた公園が存在する。千葉、神奈川を結ぶ海上道路は中央に二本の線路、それを挟む片側二車線の車道四本が、射撃用のスペースの内側に配置されている。車道は両脇の壁に埋め込まれたオレンジの照明によって照らされ、射撃用スペースは凹凸の塀に埋め込まれたブルーのライトで照らされている。
侵入不可領域
管理局側が定めたアンノウンと防衛都市側の境界にあたる場所とされる。生徒たちがその領域に入ることは禁止されており、劇中カナリアはその領域に入ってしまい朱雀の目の前で保護（朱雀視点では殺害）されてしまい同行した八重垣もコード変更の処置を受けることになった。
真実は、南関東一円に真の〈アンノウン〉側による認識阻害の効果がある障壁の限界地点以降であり、その内部に入った人類側の大人も認識阻害を引き起こす。よはねす軍に回収されたカナリアによりその障壁は破壊された。
また、侵入不可領域の他に立ち入り禁止エリアが設定されており、各都市において再開発されずに放置された区域である。立ち入りは禁止されているものの、厳密な境界は無く、監視もされていないため忍び込むことは容易であるが、危険であり、廃墟が立ち並ぶだけなのであえて侵入するものはいない。大國真昼はここに隠れた拠点を設置していた。
〈世界〉
アニメ公式サイトに置いては固有世界や〈（固有）世界〉とも書かれるが、あくまでも作中では〈世界〉である。例外的に『そんな世界は壊してしまえ』のみ【世界】と記載している。
終戦後、コールドスリープから目覚めた子供が得た特殊能力。個人ごとに「見えている世界」が違っているためにそれぞれが異なる能力を有している。コールドスリープ中に見た夢が関係しているといわれている。東京では個別の〈世界〉だけでなく、飛行能力を同時に有する『デュアル』の〈世界〉持ちがいる。
コールドスリープしている子供たちがアンノウンによる改造を受けていることが発覚し、〈世界〉の発現もアンノウンによる改造によって発現したものであった。
命気（オーラ）
〈世界〉の副産物。体中に巡らせることで身体能力や動体視力を強化する。
クオリディア・コード
〈世界〉を有する少年少女たちのうなじ部分に存在する特殊紋様。単にコードと呼ばれることが多い。〈世界〉の再現や各種端末の使用に大きく寄与するとされている。
普段は服に隠れる位置にあり、
削られたり、壊されたりすると〈世界〉がうまく再現できなくなるとされていたが、実際にはそのようなことはなく、問題なく〈世界〉を再現することができる。
本来の機能は生徒達の認識を阻害すること。これにより真の人類軍の無人兵器やそちら側についた生徒をアンノウンに、異質な赤い空を普通の空に見せていた。
出力兵装
〈世界〉を有する少年少女達が命気を巡らせる武装。俗に命鉄と呼ばれる命気電導率の高い金属類を含む。命鉄は加工が難しく、品質にムラがあるため良質なものであれば純金よりも値が張る。使用比率が高いほど激しい命気の循環に耐えるが、自らの命気量にそぐわない出力兵装を使用すると、循環効率が落ちる。一般的な出力兵装は2、3割の命鉄を、神奈川四天王クラスのランキング上位の生徒の出力兵装は5、6割の命鉄を含む。純命鉄の出力兵装は都市主席、次席クラスの命気量がなければ扱えない。
チャイルド・コールドスリープ
アンノウンとの戦争が本格的に開始された直後に持ち上がった国家プロジェクト。コールドスリープとそこからの蘇生は、アンノウンによる襲撃が開始される数年前に安全性が確立された技術であった。
最初は貧困層の子ども、問題が起きないことを確認後に富裕層や政治家の子ども、そして最後に一般庶民の子どもが対象とされた。
戦争終結後、目覚めた子供たちには、副作用として、それぞれが特殊な能力、すなわち固有の〈世界〉を身に着けていた。
夢見の季節
コールドスリープ中。夢を見ている期間とされ、その夢の内容が発現する〈世界〉の能力に影響する。
『夢見の季節』から途中で覚醒すると〈世界〉の強度が著しく劣る。カナリアが該当。
防衛都市千葉
三つの防衛都市の一つ。巨大食料プラントを有しており、内地から輸送される作物を品種改良して他都市に輸出している。
専用の走行列車を有し、二両目と最後尾の車両はどちらも同型の砲門を主砲、副砲として計六門装備し、一両目を除く他の車両はそれぞれ型の落ちた小砲を一門ずつ装備している。
防衛都市神奈川
三つの防衛都市の一つ。出力兵装製造施設を有している。『いつか世界を救うために』内では、都市は大きな壁で囲われ未整備のエリアと整備されたエリアに分かれ、山下公園は整備されていなかったが、アニメでは緊急時に利用可能な港として整備されている。専用の空母を有し、空母は戦闘態勢に入ると、甲板部分の床面積を拡張するように展開しながらバリアのようなものを張り、甲板に立つ生徒がそこからアンノウンと接近戦で戦うことができるようになる。この際の接近戦に対応するため、一般生徒は槍状の出力兵装を用いる。この出力兵装の先端には返しがついており、これは投擲時に軌道を安定させる役目も果たす。
湾岸防衛都市東京
三つの防衛都市の一つ。中央会議場を有し、他都市のトップを招いて会議を行っていた。
都市として現存する施設を修復しながらそのまま用いているため、アンノウン侵攻前の景観が踏襲されている。
女子生徒の制服がスカートであるため、戦闘時にはスパッツを着用する。
小説『そんな世界は壊してしまえ』の段階では、戦闘科に入る条件に『デュアル』の〈世界〉持ちであることがあり、『シングル』はどんな〈世界〉でも他の科に所属することになる。
ゲート
東京湾に点在する〈アンノウン〉出現地点。

## 評価
サブカルチャー研究を行う山中智省は本作のメディア展開に注目した。まず3人の作家によって世界設定を共有する4作のライトノベル作品を別々のレーベルから刊行し、それらの作品の続編となる物語をテレビアニメとして放送した。そして放送後にはコミカライズやテレビアニメのノベライズ版が刊行されるなど継続的に派生作品が生み出されていった。山中は本作がシェアーワールド作品であること、作家ユニット「Speakeasy」が物語やキャラクターを統括することが可能な立場であることを活かして、「他/多メディア化の総体で作品を成立させていく姿勢」が顕著だったと評している。

## 既刊一覧

### 小説
|               | 舞台                  | タイトル                   | 初版発行日（発売日）       | 著者          | イラスト         | レーベル               | ISBN              |
| ------------- | --------------------- | -------------------------- | -------------------------- | ------------- | ---------------- | ---------------------- | ----------------- |
| 前日譚        |                       | クズと金貨のクオリディア   | 2015年1月28日（1月23日）   | さがら総 渡航 | 仙人掌           | ダッシュエックス文庫   | 978-4-08-631024-6 |
| アニメの1年前 | 東京                  | そんな世界は壊してしまえ   | 2015年10月31日（10月23日） | さがら総      | カントク         | MF文庫J                | 978-4-04-067782-8 |
| アニメの1年前 | 東京                  | そんな世界は壊してしまえ2  | 2016年6月30日（6月24日）   | さがら総      | カントク         | MF文庫J                | 978-4-04-068318-8 |
| アニメの1年前 | 神奈川                | いつか世界を救うために     | 2015年7月25日（7月18日）   | 橘公司        | はいむらきよたか | 富士見ファンタジア文庫 | 978-4-04-070611-5 |
| アニメの1年前 | 神奈川                | いつか世界を救うために2    | 2016年1月25日（1月20日）   | 橘公司        | はいむらきよたか | 富士見ファンタジア文庫 | 978-4-04-070612-2 |
| アニメの1年前 | 千葉                  | どうでもいい 世界なんて    | 2016年7月25日（7月20日）   | 渡航          | saitom           | ガガガ文庫             | 978-4-09-451621-0 |
| アニメの1年前 | 千葉                  | どうでもいい 世界なんて2   | 2017年1月23日（1月18日）   | 渡航          | saitom           | ガガガ文庫             | 978-4-09-451648-7 |
| アニメ        |                       | クオリディア・コード1      | 2016年8月30日（8月25日）   | 渡航          | 松竜 wingheart   | ダッシュエックス文庫   | 978-4-08-631134-2 |
| アニメ        | クオリディア・コード2 | 2016年12月27日（12月22日） | 978-4-08-631164-9          | 渡航          | 松竜 wingheart   | ダッシュエックス文庫   |                   |
| アニメ        | クオリディア・コード3 | 2017年10月30日（10月25日） | 978-4-08-631208-0          | 渡航          | 松竜 wingheart   | ダッシュエックス文庫   |                   |

### 漫画
- Speakeasy（さがら総×橘公司×渡航）（原作）・前田理想（漫画） 『クオリディア・コード』 集英社〈ジャンプ・コミックス〉、全2巻
  1. 2016年12月7日第1刷発行（12月2日発売[21]）、ISBN 978-4-08-880870-3
  2. 2017年6月7日第1刷発行（6月2日発売[21]）、ISBN 978-4-08-881112-3

## テレビアニメ
2016年7月より9月まで『クオリディア・コード』のタイトルで放送された。ストーリーはアニメオリジナル。
前田理想による漫画化作品が『ジャンプスクエア』（集英社）にて2016年9月号から連載中。渡航によるノベライズが2016年8月25日に『ダッシュエックス文庫』から刊行。

### スタッフ
- 原作 - Speakeasy（さがら総×橘公司×渡航）[8]、マーベラス[8]
- 監督 - かわむらけんいち[8]
- 脚本 - Speakeasy[8]
- キャラクター原案 - 松竜[8]
- キャラクターデザイン - 田畑壽之[8]
- プロップデザイン - 田畑壽之[8]、渡辺浩二[8]、日向正樹[8]
- アクション作画監督 - 岩崎安利[8]
- 美術監督・美術設定 - 加藤靖忠[8]
- 色彩設計 - 吉村智恵[8]
- 撮影監督 - 佐久間悠也[8]
- CGディレクター - 門間和弥[8]
- 編集 - 後藤正浩[8]
- 音響監督 - えびなやすのり[8]
- 音楽 - 岩崎琢[8][8]
- 音楽制作 - マーベラス、アニプレックス[8]
- チーフプロデューサー - 丸山創[8]、山本和子[8]、薄井功[8]、植月幹夫[8]
- プロデューサー - 団野喜人[8]、加藤正純[8]、高橋祐馬[8]、佐藤正夫[8]
- アニメーションプロデューサー - 米沢圭亮[8]
- 制作 - A-1 Pictures[8]
- 製作 - クオリディア・コード製作委員会（マーベラス、アニプレックス、ジャパン・スリーブ、ABCアニメーション）

### 主題歌

#### オープニングテーマ
歌唱はLiSAが担当する。
「Brave Freak Out」
第2話から第8話で使用。作詞は田淵智也、作曲・編曲は高橋浩一郎
「AxxxiS」
第9話から第12話で使用。作詞は古屋真、作曲はeba、編曲は江口亮、ストリングスアレンジは石塚徹。

#### エンディングテーマ
「Gravity」
第1話から第4話で使用。作詞・作曲は武田城以とPENGUINS PROJECT、編曲は湯浅篤、歌はClariS。
「約束-Promise code-」
第5話から第7話で使用。作詞はメイリア、作曲・編曲はtoku、歌はGARNiDELiA。
「clever」
第8話から第12話で使用。作詞・作曲は渡辺翔、編曲はtoku、歌はClariS×GARNiDELiA。

#### 挿入歌
「TIME TO GO」、「Good night, Canary」
それぞれ第1話と第9話で使用。作詞はChang Jung、作曲・編曲は岩崎琢、歌は宇多良カナリア starring 石川由依。

### 各話リスト
| 話数      | サブタイトル           | 脚本     | 絵コンテ                    | 演出                           | 作画監督                                                                    | 総作画監督        |
| --------- | ---------------------- | -------- | --------------------------- | ------------------------------ | --------------------------------------------------------------------------- | ----------------- |
| code / 01 | 残存世界のグロリア     | さがら総 | かわむらけんいち            | 柴田彰久                       | 日向正樹、武本大介 渡辺浩二（メカ）                                         | 日向正樹          |
| code / 02 | 紺碧のカリカチュア     | さがら総 | かわむらけんいち            | 川久保圭史                     | 清水勝祐                                                                    | 岩崎安利          |
| code / 03 | 森閑のアリア           | 渡航     | かわむらけんいち            | 丸山裕介                       | 上野卓志、福田裕樹                                                          | 日向正樹          |
| code / 04 | 炭鉱のカナリア         | さがら総 | かわむらけんいち 水谷雄一郎 | 小坂春女                       | 関口雅浩、橘由美子                                                          | 岩崎安利          |
| code / 05 | 小公女のレガリア       | 橘公司   | 柴田彰久 石井俊匡 川越崇弘  | 柴田彰久                       | 石田一将                                                                    | 日向正樹          |
| code / 06 | 救世のメモリア         | 橘公司   | 井端義秀                    | 井端義秀                       | 武本大介 阿倍良仁                                                           | 岩崎安利          |
| code / 07 | 救済のパラノイア       | 橘公司   | かわむらけんいち 水谷雄一郎 | 二俣外雄                       | 清水勝祐                                                                    | 日向正樹          |
| code / 08 | 反転のクオリア         | 渡航     | きみやしげる                | きみやしげる                   | 上野卓志、福田裕樹                                                          | 日向正樹 岩崎安利 |
| code / 09 | 反獄のイデア           | 渡航     | 小坂春女                    | 小坂春女                       | 橘由美子、関口雅浩 杉薗朗子、水谷雄一郎 日向正樹                            | 日向正樹          |
| code / 10 | 福音のフォークロア     | さがら総 | 井端義秀                    | 丸山裕介                       | 石田一将                                                                    | 岩崎安利          |
| code / 11 | 双極のファミリア       | 渡航     | 岡本学                      | 大西秀明                       | 武本大介、奈良岡光                                                          | 日向正樹          |
| code / 12 | 燦然世界のクオリディア | 橘公司   | かわむらけんいち            | 柴田彰久 きみやしげる 下司泰弘 | 日向正樹、冨永詠一 福田裕樹、石田一将 今里佳子、橘由美子 水谷雄一郎、嵩本樹 | -                 |

### 放送局
| 放送期間                | 放送時間                     | 放送局       | 対象地域   | 備考                          |
| ----------------------- | ---------------------------- | ------------ | ---------- | ----------------------------- |
| 2016年7月10日 - 9月25日 | 日曜 0:00 - 0:30（土曜深夜） | TOKYO MX     | 東京都     |                               |
|                         |                              | とちぎテレビ | 栃木県     |                               |
|                         |                              | 群馬テレビ   | 群馬県     |                               |
|                         |                              | BS11         | 日本全域   | BS放送 / 『ANIME+』枠         |
|                         | 日曜 0:30 - 1:00（土曜深夜） | チバテレ     | 千葉県     |                               |
|                         |                              | tvk          | 神奈川県   |                               |
| 2016年7月14日 - 9月29日 | 木曜 2:59 - 3:29（水曜深夜） | 朝日放送     | 近畿広域圏 | 『水曜アニメ〈水もん〉』第2部 |
| 2016年7月16日 - 10月1日 | 土曜 0:30 - 1:00（金曜深夜） | AT-X         | 日本全域   | CS放送 / リピート放送あり     |

| 放送期間                | 配信時間                     | 配信サイト                          |
| ----------------------- | ---------------------------- | ----------------------------------- |
| 2016年7月10日 - 9月25日 | 日曜 12:00 更新              | アニメ放題 / dアニメストア / U-NEXT |
| 2016年7月12日 - 9月27日 | 火曜 0:00（月曜深夜） 更新   | ビデオパス / J:OCMオンデマンド      |
| 2016年7月13日 - 9月28日 | 水曜 0:00（火曜深夜） 更新   | 楽天ショウタイム                    |
| 2016年7月14日 - 9月29日 | 木曜 0:00（水曜深夜） 更新   | PlayStation Video                   |
| 2016年7月15日 - 9月30日 | 金曜 3:30（木曜深夜） 更新   | ニコニコチャンネル                  |
|                         |                              | ビデオマーケット                    |
| 2016年7月16日 - 10月1日 | 土曜 0:30 - 1:00（金曜深夜） | ニコニコ生放送                      |

| 放送時間                | 配信時間（現地時間）       | 配信サイト    | 配信国・地域                             |
| ----------------------- | -------------------------- | ------------- | ---------------------------------------- |
| 2016年7月9日 - 9月24日  | 土曜 13:30 更新            | Crunchyroll   | アメリカ合衆国・カナダ・イギリス・中南米 |
|                         | 土曜 17:30 更新            | Wakaim        | フランス・イタリア                       |
|                         |                            | AKIBA PASS    | ドイツ                                   |
|                         |                            | DAISUKI.net   | ヨーロッパ                               |
| 2016年7月10日           | 日曜 0:30（土曜深夜） 更新 | 優酷（Youku） | 中国                                     |
|                         |                            | 土豆（Tudou） | 中国                                     |
| 2016年7月11日 - 9月26日 | 月曜 23:30 更新            | ANIPLUS       | 韓国                                     |

### BD / DVD
| 巻 | 発売日         | 収録話          | 規格品番     | 規格品番     |
| 巻 | 発売日         | 収録話          | BD初回版     | DVD初回版    |
| -- | -------------- | --------------- | ------------ | ------------ |
| 1  | 2016年9月21日  | 第1話 - 第2話   | ANSX-49041   | ANSB-49041   |
| 2  | 2016年10月26日 | 第3話 - 第4話   | ANSX-49042   | ANSB-49042   |
| 3  | 2016年11月23日 | 第5話 - 第6話   | ANSX-49043   | ANSB-49043   |
| 4  | 2016年12月21日 | 第7話 - 第8話   | ANSX-49044   | ANSB-49044   |
| 5  | 2017年1月25日  | 第9話 - 第10話  | ANSX-49045   | ANSB-49045   |
| 6  | 2017年2月22日  | 第11話 - 第12話 | ANSX-49046/7 | ANSB-49046/7 |

### Webラジオ
『ラジオ クオリディア・コード 南関東三都市防衛機構放送部』のタイトルで、2016年7月1日から12月23日までHiBiKi Radio Stationにて配信された。毎週金曜日に更新。パーソナリティは石川由依（宇多良カナリア 役）、福原綾香（凛堂ほたる 役）、安済知佳（千種明日葉 役）が務めた。